# حزب المالديف الوطني
حزب المالديف الوطني هو حزب سياسي في جزر المالديف يبلغ إجمالي عدد أعضائه 10000 عضو اعتبارًا من 24 نوفمبر 2021. هو ناتج عن انشقاقه عن الحزب الجمهور، تمت دعوة الحزب من قبل الحزب الديمقراطي المالديفي الحاكم في أكتوبر 2021 للانضمام إليهم في الحكومة.

## التاريخ
في 26 ديسمبر 2021 قدم حزب المالديف الوطني لعضوه عبد الحنان إدريس البطاقة الأساسية للتنافس على دائرة كوماندو الانتخابية الشاغرة.